# Park Bench with Steve Buscemi
Park Bench with Steve Buscemi je americký webový seriál, jehož autorem a režisérem je herec Steve Buscemi. Kromě Buscemiho, který vystupoval ve všech epizodách, ve většině byli také Gino Orlando a autorův bratr Michael Buscemi. Buscemi v seriálu hovoří s různými lidmi, a to často dřívějšími spolupracovníky či přáteli, ale také obyčenými lidmi. V různých epizodách vystupovali například Chris Rock, Michael Shannon, Debbie Harry, Julian Schnabel, Method Man, Mark Boone Junior a Jim Jarmusch. Vznikly dvě série a celkem 25 dílů. Vysílán byl stanicí AOL v letech 2014 a 2015. Pořad byl oceněn cenou Emmy.